# بيانكي (إيطاليا)
بيانكي (كالابريا: آي بينتشي)؛ هي بلدة ومدينة تقع في مقاطعة كوزنسا في منطقة كالابريا بجنوب إيطاليا.